# Biblioteca Națională a Suediei
Biblioteca Națională a Suediei (suedeză Kungliga biblioteket, KB, adică „Biblioteca Regală”) este biblioteca națională a Suediei. Ca atare, colectează și păstrează toate materialele tipărite și audio-vizuale interne în limba suedeză, precum și conținuturile cu asociația suedeză publicate în străinătate. Fiind o bibliotecă de cercetare, ea are, de asemenea, colecții importante de literatură în alte limbi.

## Legături externe
- National Library of Sweden, official site in English
- Twitter account (English)
- Kulturarw3 Arhivat în 2 octombrie 2013, la Wayback Machine., description of the Kulturarw3 project
- LIBRIS Swedish union library catalogue
- Swedish Media Database (SMDB) Arhivat în 15 noiembrie 2020, la Wayback Machine.